# Ribera de Cal Canonge
La Ribera de Cal Canonge és un torrent afluent per la dreta del Mosoll, a la Vall de Lord

## Descripció
Neix a 2.140 msnm a la carena de la serra del Verd, entre els cims de Cap de Prat d'Aubes (400 m. a l'oest) i Tres Collets (250 m. a l'est). El seu curs, de direcció predominant N-S, baixa pel vessant meridional de la serra del Verd. 500 m després del seu naixement, s'engorja al llarg de mig km. al Clot del Catarro. Uns 700 m. després de sortir-ne, passa pel costat de Cal Canonge (a 70 m. de la seva riba dreta) i desguassa (1.294 m. d'altitud) al Mosoll 170 m. aigües amunt del Pont de Cal Jepet i a 80 m. al SW de Ca l'Estret.
Des del seu naixement fins que surt del Clot del Catarro forma part del territori integrat en el Pla d'Espais d'Interès Natural (PEIN) de la Generalitat de Catalunya i més concretament en l'espai de la Serra del Verd.

## Municipis que travessa
Tot el seu recorregut el realitza pel terme municipal de la Coma i la Pedra.

## Xarxa hidrogràfica
La xarxa hidrogràfica de la Ribera de Cal Canonge està integrada per un total de 19 cursos fluvials dels quals 10 són subsidiaris de 1r nivell de subsidiarietat, 7 ho són de 2n nivell i 1 ho és de 3r nivell.
La totalitat de la xarxa suma una longitud de 10.090 m.
| Codi del corrent fluvial | Coordenades del seu origen                                    | longitud (en metres) |
| ------------------------ | ------------------------------------------------------------- | -------------------- |
| Ribera de Cal Canonge    | 42° 11′ 51.85″ N, 1° 37′ 48.05″ E / 42.1977361°N,1.6300139°E  | 2.412                |
| D1                       | 42° 11′ 44.38″ N, 1° 37′ 53.75″ E / 42.1956611°N,1.6315972°E  | 144                  |
| E1                       | 42° 11′ 45.58″ N, 1° 38′ 3.385″ E / 42.1959944°N,1.63427361°E | 294                  |
| D2                       | 42° 11′ 37.43″ N, 1° 37′ 51.61″ E / 42.1937306°N,1.6310028°E  | 204                  |
| D3                       | 42° 11′ 34.51″ N, 1° 37′ 56.88″ E / 42.1929194°N,1.6324667°E  | 148                  |
| D4                       | 42° 11′ 38.24″ N, 1° 37′ 45.14″ E / 42.1939556°N,1.6292056°E  | 534                  |
| D5                       | 42° 11′ 22.60″ N, 1° 37′ 40.14″ E / 42.1896111°N,1.6278167°E  | 464                  |
| D5·E1                    | 42° 11′ 30.14″ N, 1° 37′ 43.13″ E / 42.1917056°N,1.6286472°E  | 340                  |
| D5·E1·D1                 | 42° 11′ 30.89″ N, 1° 37′ 39.55″ E / 42.1919139°N,1.6276528°E  | 413                  |
| E2                       | Xarxa de la Rasa Fonda                                        | 2.278                |
| E3                       | 42° 11′ 21.74″ N, 1° 38′ 40.37″ E / 42.1893722°N,1.6445472°E  | 908                  |
| E4                       | 42° 10′ 53.78″ N, 1° 38′ 16.54″ E / 42.1816056°N,1.6379278°E  | 526                  |
| E4·D1                    | 42° 10′ 55.07″ N, 1° 38′ 24.86″ E / 42.1819639°N,1.6402389°E  | 337                  |
| E4·D2                    | 42° 11′ 10.12″ N, 1° 38′ 32.65″ E / 42.1861444°N,1.6424028°E  | 601                  |
| E4·E1                    | 42° 10′ 53.18″ N, 1° 38′ 5.442″ E / 42.1814389°N,1.63484500°E | 228                  |
| D6                       | 42° 11′ 2.364″ N, 1° 37′ 52.24″ E / 42.18399000°N,1.6311778°E | 259                  |

## Perfil del seu curs
| metres de curs  | 0     | 250   | 500   | 750   | 1.000 | 1.250 | 1.500 | 1.750 | 2.000 | 2.250 | 2.412 |
| --------------- | ----- | ----- | ----- | ----- | ----- | ----- | ----- | ----- | ----- | ----- | ----- |
| Altitud (en m.) | 2.140 | 1.992 | 1.820 | 1.708 | 1.593 | 1.533 | 1.462 | 1.409 | 1.375 | 1.324 | 1.294 |
| % de pendent    | -     | 59.2  | 68,8  | 44,8  | 46,0  | 24,0  | 28,4  | 21,2  | 13,6  | 20,4  | 18,5  |